# Autoroute espagnole M-30
Pour les articles homonymes, voir M30.
La M-30, aussi appelée Circunvalación de Madrid, est une voie circulaire qui a les caractéristiques autoroutières, excepté au nord de la ville sur l'Avenida de la Ilustracion, et qui fait le tour de la capitale espagnole.
D'une longueur de 32,5 km environ, c'est l'autovia la plus chargée d'Espagne avec plus de 300 000 véhicules par jour.

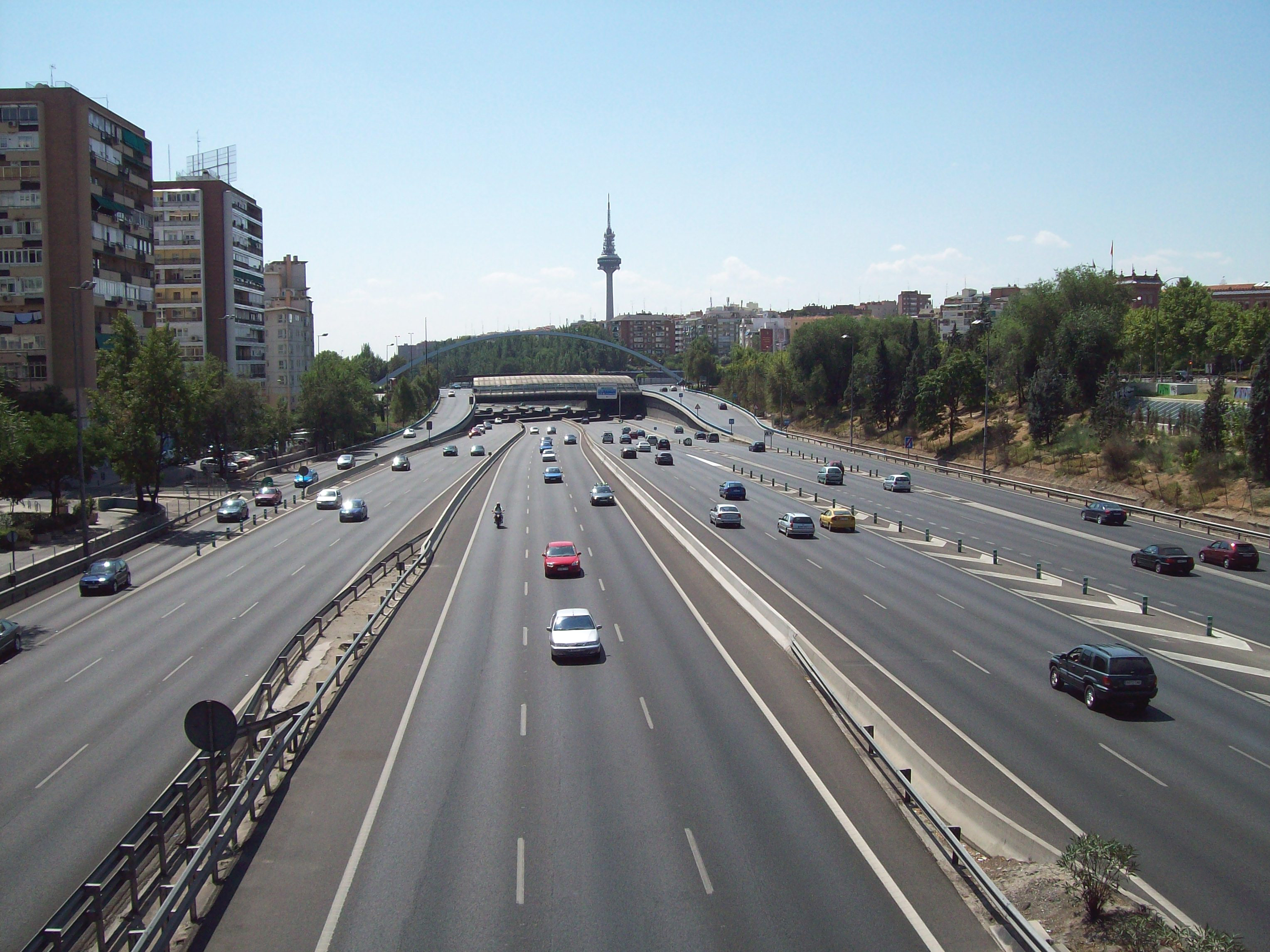
M-30 : Secteur Est.

Elle compte le plus souvent trois voies de circulation dans chaque sens et peut aligner jusqu'à 9 voies, notamment à l'est de la ville. C'est de là que partent la plupart des autoroutes radiales du pays à destination des différents points cardinaux de l'Espagne :
- A-1 : Corridor Nord
- A-2 : Corridor Nord-est
- A-3 : Corridor Est
- A-4 : Corridor Sud
- A-5 : Corridor Sud-ouest
- A-6 : Corridor Nord-ouest

La M-30, célèbre pour ses embouteillages, entoure le centre de Madrid et passe à proximité d'impressionnantes structures tels que le siège national d'IBM, les Cuatro Torres Business Area, et passe sous le stade Vicente Calderón.

## Madrid Calle 30
En 2004 commence le projet Madrid Calle 30 qui consiste à remodeler le périphérique et à en enterrer une partie au sud de la ville. Ce fut un projet très contesté par les habitants, notamment à cause de son coût et de la gêne occasionnée durant les travaux.
La construction du tunnel By Pass Sur, qui relie directement l'autoroute A-5 au sud-ouest de la ville à l'autoroute A-3, a nécessité l'utilisation des 2 plus grands tunneliers du monde.
Le projet Madrid Calle 30 est divisé en plusieurs secteurs :
- Secteur nord : entre l'A-1, la M-40 et l'A-6

1. Amélioration de la bifurcation de la M-30 et la M-607 à l'Avenida de la Ilustracion
2. Elargissement à 3 voies et installation de voie de service.
3. Projet en cours : tunnel By Pass Norte qui reliera l'A-1 à la M-30 afin d'éviter l'Avenida de la Ilustracion.

- Secteur Ouest : entre l'A-6 et l'A-5

1. Enterrement de la M-30 au bord de la rivière Manzanares excepter le passage sous le tribunes du Stade Vicente Calderon qui se fait en surface.
2. Enterrement de l'Avenida de Portugal (A-5) jusqu'au Paseo de Extramadura

- Secteur Sud : entre l'A-5 et l'A-3

1. Enterrement de la M-30 entre l'Avenida de Portugal A-5 et la bouche ouest du tunnel By Pass Sur
2. Construction du tunnel By Pass Sur qui reliera l'A-5 à l'A-3 pour décharger le secteur sud du périphérique et le laisser exclusivement au véhicule à destination de la banlieue sud et de l'Andalousie.
3. Amélioration de la bifurcation de la M-30 (Nudo Sur) l'A-5 et connexion de la Calle Embajadores.

- Secteur Est: entre l'A-3 et l'A-1

1. Amélioration de la bifurcation entre la M-30 et l'A-3
2. Amélioration de la bifurcation entre la M-30 et la M-23
3. Amélioration de la bifurcation entre la M-30 et l'A-2
4. Amélioration de la bifurcation entre la M-30 et la Calle de Costa Rica

### Tunnels
Le propriétaire et exploitant de l'autoroute M30 est la société Calle 30.
Le tunnel est ouvert depuis 2007, il comporte deux sections : une section longue de 3 600 mètres creusée au tunnelier et une section de 2 000 mètres creusée en tranchée ouverte. Il est en pente/rampe de 5 %
Ensemble le M30 rio et M30 bypass offrent une longueur totale de 40 kilomètres.
Le tunnel offre trois voies de gabarit autoroutier : trois mètres et demi en largeur et quatre mètres et demi en hauteur.
Sur le plafond se situe la galerie d'évacuation de l'air vicié alors que sous le sol se trouve la galerie d'évacuation et la galerie d'apport d'air frais.
Le Trafic Moyen Journalier Annuel est de 67.750 véhicule/jour en 2012 pour les deux tubes de circulation.
La ventilation est assurée en transversal pour les fonctions de ventilation courante, de contrôle le courant d’air en cas d’incendie et d’éviter l’extension des fumées.
Quatre puits de ventilation permettent une ventilation sur une section de 600 mètres.

## Tracé
- Secteur Nord : entre l'A-6 et l'A-1

Le flux arrivant du nord-ouest via l'A-6 se connecte à la M-30 au nord-ouest de la ville qui entoure le centre urbain. Elle longe la parc Puerta de Hierro avant de se connecter une première fois à la M-40. Elle dessert tous les quartiers nord de la ville (Antonio Machado et Lacoma).
La M-30 perd son statut autoroutier pour devenir l'Avenida de la Ilustracion en attendant le tunnel By Pass Norte d'où se détache la M-607 à destination de Colmenar Viejo sur le prolongement de la grande avenue Madrilène Paseo de la Castellana jusqu'à la jonction avec l'A-1 et la M-11 au nord-est de la ville.
- Secteur Est : entre l'A-1 (Burgos) et l'A-3 (Valence)

C'est un secteur très chargé car il récupère le flux venant du nord de l'Espagne en provenance de Burgos, Barcelone ou encore Saragosse. La M-30 dessert les quartiers est de la ville où se détache l'Autoroute du Nord-Est qui permet de rejoindre la 2e plus grande ville du pays : Barcelone.
Dans ce secteur le périphérique est particulièrement large et chargé et comprend jusqu'à 8 voies de circulation, séparées selon la destination dans, chaque sens. Au niveau de la Calle de O'Donnel le périphérique croise la M-23 qui permet de rejoindre l'autoroute Radiale de l'est R-3 à destination de l'est. Ensuite au sud-est de la ville, viens se déconnecter l'A-3 qui permet de rejoindre le Levant espagnol. C'est au niveau de cette bifurcation que se détache le tunnel By Pass Sur qui rejoint directement l'A-5 à l'ouest de la ville.
- Secteur Sud : entre l'A-3 (Valence) et l'A-42 (Tolède)

C'est un tronçon double du périphérique, tout d'abord avec le tunnel By Pass Sur qui relie le sud-est au sud-ouest de la ville. L'A-4 en direction du sud se déconnecte au niveau de la rivière Manzanares pour desservir l'Andalousie (Cordoue, Séville, etc.).
À cette birfurcation elle est rejointe par le tunnel Embajadores qui relie l'Autoroute du Sud directement à la Calle de Embajadores près de la Gare d'Atocha de Madrid.
- Secteur Ouest : Entre l'A-42 et l'A-6

La M-30 bifurque avec l'A-42 à destination de Tolède avant de longer partiellement enterrée la rivière Manzanares en rejoignant le tunnel By Pass Sur. Elle passe sous les tribunes ouest du Stade Vicente Calderon. Quelque kilomètre plus loin se détache l'Avenida de Portugal pour desservir la banlieue sud-ouest de Madrid (Alcorcon, Mostoles...)
La M-30 croise la M-500 et boucle son tour au niveau de la bifurcation avec l'A-6

## Sorties
Départ de Université autonome de Madrid au nord de Madrid (croisement M-30/A-1/M-11) dans le sens des aiguilles d'une montre
| Numéro de la sortie | Nom de la sortie | Bifurcation |
| ------------------- | --- | ----------- |
|                     | Aéroport international de Madrid-Barajas Université autonome de Madrid - San Sebastián de los Reyes Burgos - Aranda de Duero                                                      | M-11 A-1    |
| 02                  | Madrid Centre - Madrid-Avenida de Pio XII Gare de Madrid-Chamartín-Clara Campoamor - Cuatro Torres Business Area                                                                  |             |
| 03                  | Madrid Centre - Madrid-Cuesta del Sagrado Corazon |             |
|                     | Madrid Centre - Madrid-Pinar del Rey Madrid-Calle de Costa Rica - Madrid-Avenida de la Gran Via Hortaleza Madrid-Avenida de Alberto Alcocer                                       |             |
| 05                  | Madrid-Avenida de la Paz - Madrid-Avenida de Ramon y Cajal |             |
|                     | Madrid Centre - Madrid-Avenida de America Aéroport international de Madrid-Barajas - Alcala de Henares Guadalaraja - Saragosse                                                    | A-2         |
| 07                  | Madrid Centre Madrid-Parque de Las Avenidas - Madrid-Barrio de la Conception |             |
| 08                  | Madrid Centre Madrid-Calle de Alcalà - Madrid-Ventas - Madrid-El Carmen |             |
| 09                  | Madrid Centre Madrid-Avenida del Marques de Corbera |             |
|                     | Madrid Centre - Madrid-Calle de O'Donnell Vicalvaro - Arganda del Rey Cuenca - Valence R-3                                                                                        | M-23        |
|                     | Madrid Centre - Madrid-Avenida del Mediterraneo Université polytechnique de Madrid - Gare de Madrid-Atocha Vallecas - Vaciamadrid Cuenca - Valence                                | A-3         |
|                     | Tunnel Bypass Sur Getafe - Parla - Tolède A-42 Alcorcon - Mostoles - Badajoz A-5                                                                                                  | M-30        |
|                     | Madrid-Avenida de Andalucia - Avenida de Cordoba Madrid-Calle de Embajadores - Madrid-Avenida de la Paz Zones Industrielles - Pinto - Valdemoro Cordoue - Séville                 | A-4         |
|                     | Madrid-Avenida de la Princesa Juana de Asturia - Madrid-Santa Maria de la Cabeza Getafe - Parla - Tolède                                                                          | A-42        |
|                     | Tunnel Bypass Sur Tarancon - Alicante - Valence A-3 Guadalaraja - Calatayud - Saragosse A-2                                                                                       | M-30        |
| 15                  | Madrid Centre - Madrid-Calle de Toledo Madrid-Calle del General Ricardos |             |
|                     | Madrid-Paseo de Extramadura - Madrid-Avenida de Portugal Alcorcon - Mostoles - Talavera de la Reina Mérida - Badajoz - Portugal                                                   | A-5         |
| 17                  | Madrid-Avenida de Senaca - Madrid-Avenida de Valladolid Aravaca | M-500       |
| 18                  | Université Complutense de Madrid - Université polytechnique de Madrid |             |
|                     | Madrid-Avenida del Arco de la Victoria - Madrid-Avenida del Padre Huidobro Las Rozas de Madrid - Guadarrama - Collado Vilalba Avila - Segovie AP-6 Valladolid - Leon - La Corogne | A-6         |
|                     | Toutes Directions | M-40        |
| 21                  | Madrid-Calle del Valle de Mena |             |
|                     | Madrid Centre - Madrid-Avenida de la Ilustracion Madrid-Calle de Ginzo de Lima - Madrid-Avenida de Asturias                                                                       |             |
|                     | Madrid Centre - Madrid-Avenida de la Ilustracion Madrid-Calle de Arzobispo Morcillo                                                                                               |             |
|                     | Tres Cantos - Colmenar Viejo | M-607       |
|                     | Madrid Centre - Madrid-Paseo de la Castellana Gare de Madrid-Chamartín-Clara Campoamor - Cuatro Torres Business Area                                                              |             |
|                     | Aéroport international de Madrid-Barajas Université autonome de Madrid - San Sebastián de los Reyes Burgos - Aranda de Duero                                                      | M-11 A-1    |